# Asdrúbal Giscão
Asdrúbal Giscão (m. 202 a.C.; na forma fenícia original, seu nome era Azruba'al, literalmente "a ajuda de Baal), filho de Aníbal Giscão, foi um grande general cartaginês que atuou principalmente na Hispânia durante a Segunda Guerra Púnica.

## História

### Hispânia
Asdrúbal foi mencionado pela primeira vez quando foi enviado para a Hispânia no comando de um poderoso exército em 214 a.C. e por cooperar com os irmãos Asdrúbal e Magão Barca, os filhos de Amílcar Barca juntamente com Aníbal.
Depois que Asdrúbal Barca conseguiu escapar da Hispânia para a península Itálica depois da Batalha de Bécula, Asdrúbal Giscão ficou encarregado da defesa da Lusitânia e das províncias cartaginesas ocidentais, sempre evitando uma batalha campal com os romanos. Em 208 a.C., não realizou nenhuma campanha militar e, no ano seguinte, apareceu em Gades, para onde também foi Magão com o que restou de seu exército, recém-derrotado por Marco Silano. Cipião seguia Magão e queria forçar Asdrúbal a uma batalha, mas não teve sucesso.
Em 206 a.C., Asdrúbal recebeu reforços de Cartago e seu exército aumentou para 70 000 homens na infantaria, 4 000 cavaleiros e 32 elefantes de guerra, uma força com a qual podia enfrentar com segurança os romanos. O resultado foi a Batalha de Ilipa, chamada por Plínio, o Velho de "Eling" e por Lívio de Silpat, na região mineira da Bética, na qual Asdrúbal foi decisivamente derrotado por Públio Cornélio Cipião (o futuro "Africano"). Esta derrota quebrou o domínio cartaginês na península Ibérica e obrigou Asdrúbal a retornar com os poucos sobreviventes a Gades.

### África
Asdrúbal finalmente considerou a Hispânia como perdida e iniciou as conversas com seus aliados na África na mesma época que Cipião iniciou seus contatos com Sífax, o rei dos númidas massessilos. Ele foi até a corte do rei, onde se encontrou com Cipião. Por alguns dias, conversaram os três e Asdrúbal conseguiu que Sífax rompesse a aliança com Roma prometendo-lhe em casamento a sua filha, Sofonisba. Porém, o rei dos númidas massílios, Massinissa, a quem Sofonisba havia sido prometida antes, se aliou aos romanos; Asdrúbal não se importou, pois preferia a aliança com Sífax, que considerava mais poderoso. Sífax imediatamente invadiu o território de Massinissa e o expulsou de seus domínios, unificando o Reino da Numídia.
Em 204 a.C., Cipião desembarcou na África e marchou para enfrentar Asdrúbal, que tinha um exército de 30 000 homens e 3 000 cavaleiros, a quem se juntou Sífax com mais 50 000 númidas e 10 000 dos temidos cavaleiros númidas. Com esta imensa força à sua frente, Cipião teve que levantar o cerco de Útica e se estabeleceu em uma posição mais defensável num promontório na costa, chamado Castra Cornélia; Asdrúbal e Sífax acamparam separadamente e bloquearam o romano no inverno de 204-3 a.C.. Sífax, porém, iniciou tratativas com Cipião que, nesse ínterim, havia planejado atear fogo aos dois acampamentos inimigos, o que só conseguiu realizar com a ajuda de Massinissa. Incendiados repentina e simultaneamente os dois acampamentos, os romanos se lançaram sobre os adversários e conseguiram, no meio do caos e da escuridão, matar milhares. Asdrúbal e Sífax escaparam, reorganizaram suas forças e enfrentaram Cipião na Batalha das Grandes Planícies, mas foram decisivamente derrotados.
Sífax voltou para Cirta, a capital de seu reino, e Asdrúbal voltou para Cartago. Nunca mais foi mencionado nem por Políbio e nem por Lívio, mas Apiano afirma que, na verdade, ele não voltou para Cartago, onde provavelmente seria condenado à morte, mas reuniu uma força de mercenários e númidas e se transformou num senhor da guerra por conta própria, o que também lhe valeu uma condenação à morte em Cartago. Segundo esta versão, Asdrúbal teria continuado a cooperar com o novo comandante cartaginês, Hanão e, quando Aníbal voltou para a África e assumiu o comando, sua sentença teria sido revogada e suas tropas, incorporadas ao exército do grande general cartaginês. Porém, em Cartago, onde ainda era detestado pela população, foi, durante um distúrbio, atacado pela turba e teve que fugir para o túmulo de sua família, onde se matou com veneno. Sua cabeça foi cortada e desfilada em triunfo pela multidão pelas ruas da cidade.